# Юзефович, Борис Михайлович
Бори́с Михайлович Юзефович (1843, с. Сасиновка, Пирятинский уезд, Полтавская губерния — 19 октября (1 ноября) 1911, Киев) — русский публицист, чиновник (статский советник) и общественный деятель, педагог, председатель Киевского отдела Русского Собрания.

## Биография
Сын известного историка и общественного деятеля, попечителя Киевского учебного округа Михаила Владимировича Юзефовича.
Окончил Киевский кадетский корпус и 2-е военное Константиновское училище 12 июня 1863 году в чине поручика лейб-гвардии Его Величества полка. На службу направлен в Виленский военный округ, где в 1863 году участвовал в подавлении польского восстания, будучи ординарцем военного губернатора края М. Н. Муравьёва.
11 февраля 1867 года в чине штабс-капитана вышел в отставку. В 1870 году поступил на службу по ведомству Министерства народного просвещения и был назначен на должность инспектора народных училищ Владимирской губернии в чине коллежского асессора, в 1871—1872 годах служил при попечителе Московского учебного округа. 8 марта 1877 года определён на должность сверхштатного чиновника особых поручений при Оренбургском генерал-губернаторе Н. А. Крыжановском, по поручению которого был направлен в Тургайскую область для сбора сведений о бытовых, экономических и санитарных условиях жизни кочевых киргизов.
С началом русско-турецкой войны 8 декабря 1877 года вновь зачислился на военную службу в чине поручика в армейскую кавалерию с назначением в распоряжение начальника военных сообщений действующей армии генерала А. Р. Дрентельна. В 1878 году прибыл в Бухарест, где выполнял сначала функции члена комиссии для проверки счетов товарищества по снабжению продовольствием действующей армии, затем командирован в распоряжение Комиссара Главнокомандующего действующей армии при Румынском правительстве, а затем назначен ответственным по разбору жалоб погонщиков, законтрактованных поставщиками действующей армии. По окончании войны прикомандирован к штабу войск Одесского военного округа, а в декабре 1879 года уволен с военной службы.
31 декабря 1880 года определился на службу в Министерство внутренних дел по департаменту духовных дел иностранных исповеданий, и был командирован в распоряжение сенатора М. Е. Ковалевского в качестве младшего чиновника для ревизии Казанской и Уфимской губерний.
В 1883—1884 годах служил советником Подольского губернского правления.
В 1884—1887 годах — в ведомстве православного исповедания чиновник особых поручений при обер-прокуроре К. П. Победоносцеве. В 1886 году несколько месяцев исполнял обязанности прокурора и управляющего канцелярией Московской Синодальной конторы.
В январе 1887 года вернулся на службу в Министерство внутренних дел с откомандированием в распоряжение Киевского, Подольского и Волынского генерал-губернатора А. Р. Дрентельна в качестве чиновника особых поручений. В 1892 году исполнял обязанности цензора по иностранной печати.
В 1895—1905 годах на службе в Собственной Его Величества канцелярии, где занимался, главным образом, составлением различных проектов при дворцовом коменданте П. П. Гессе. После кончины своего друга и покровителя П. П. Гессе в середине 1905 года Юзефович был назначен русским агентом в Париж. Через два месяца он вышел в отставку и вернулся в Киев.
Во время революции выдвинулся как один из руководителей правых организаций Киева. В 1905 году был избран председателем Киевского отдела Русского Собрания (РС), также стал председателем Киевской Русской монархической партии (РМП). Руководил Главным Советом Киевского Союза русских рабочих (с 3 августа 1907 г. по ноябрь 1908 г.), был редактором и издателем газеты «Закон и порядок» (1905—1908).
В 1906 году избран почётным председателем 3-го Всероссийского Съезда русских людей в Киеве 1—7 октября.
С 1908 года основной деятельностью Юзефовича стала публицистика. Стал публиковать свои «Политические письма» с подзаголовком «Материалы для истории русского политического умопомрачения на рубеже двух столетий (1898—08)». Всего было издано 17 выпусков.
Издал труд «Еврейский вопрос в печати и в жизни» (1904). В нём Юзефович обстоятельно изложил свои взгляды на еврейский вопрос. Он был противником предоставления евреям всех гражданских прав, так как это, по его мнению, «было бы равносильно установлению полного экономического и политического их господства, не в силу каких-либо превосходств еврейского народа, а в силу необычайной эластичности еврейской совести, дающей им значительный перевес в борьбе за жизненные интересы». Считал, что «евреи не принесли с собою ничего, кроме своих эксплуататорских талантов и беззастенчивого паразитизма».
Юзефович занимался вопросами педагогики и организации школьного обучения в России. В своём докладе «Политические, экономические, социальные и педагогические основы для реформы школьной организации в России» (1910, впоследствии опубликован) отстаивал православно-консервативные подходы к школьной педагогике, считал, что школа, в первую очередь, должна воспитывать молодёжь в традиционных ценностях.
Умер от стенокардии, похоронен в семейной усыпальнице на Аскольдовой могиле в Киеве.

## Сочинения
- Христианство, магометанство и язычество в восточных губерниях России. — Санкт-Петербург, 1883.
- О философском учении гр. Л. Н. Толстого: этюд 3, 6. — Киев, 1891—1892.
- О философском учении гр. Л. Н. Толстого по XIII тому его сочинений: критические этюды Б. Юзефовича. — Киев, 1892—1895.
- Граф Л. Н. Толстой и М. И. Драгомиров. — Киев, 1895.
- Статьи по вопросам народного образования. — Киев, 1895.
- Заколдованный круг: народное образование и экономические условия. — Киев, 1895.
- Основы самопознания: философский очерк для юношества. — Киев, 1898.
- Исследования Парижской парламентской комиссии по вопросу о реформе средней школы во Франции. — Киев, 1900.
- Сборник статей и записок по вопросам народного образования. — Киев, 1901.
- Печать, политика и школа : Беседы на темы из текущей жизни. — Киев, 1903.
- Еврейский вопрос в печати и в жизни. — Киев, 1904.
- Отцы и дети XX века. — Киев, 1904.
- Самодержавие или государственное самоуправление? — Киев, 1904.
- К вопросу о реформе русской государственной школы. — Киев, 1906.
- Политические письма: периодический сборник по вопросам текущей политической и общественной жизни. Вып. 1—17. — Киев, 1906—1908.
- Ополячение вместо обрусения. — Киев, 1907.
- Как живется русским помещикам в Юго-Западной Руси. — Киев, 1907.
- Политические письма: материалы для истории русского политического умопомрачения на рубеже двух столетий. Ч. 1—4. — Киев, 1908—1910.
- О том, как поляки 40 лет не дремали, подрезывая крылья и когти у ненавистной для них России, и как они грабили русских помещиков, поселившихся в Киевской Руси после 1863 года. — Киев, 1908.
- Что нам делать в Юго-Западной Руси? — Киев, 1909.
- Политические, экономические, социальные и педагогические основы для реформы русской государственной школы. — Санкт-Петербург, 1910.
- Польские колонии в Юго-западном крае на счет русской казны. — Киев, 1910.